# 全金属製飛行機研究材料
海軍 全金属製飛行機研究材料
- 用途：実験機、艦上偵察機
- 設計者：長畑順一郎、佐藤博
- 製造者：川崎造船所飛行機工場
- 運用者：大日本帝国海軍
- 初飛行：1929年3月
- 生産数：1機
- 運用状況：退役

全金属製飛行機研究材料（ぜんきんぞくせいひこうきけんきゅうざいりょう）は、大日本帝国海軍が実験的に試作した艦上偵察機。設計者の名前から長畑式特殊艦上偵察機とも、機体製造を川崎造船所飛行機工場（のちの川崎航空機工業）が担当したことから川崎試作艦上偵察機とも呼ばれる
。

## 概要
海軍は全金属製航空機の研究を目的として、海防義会の献金によって極秘裏に1927年（昭和2年）に「全金属製飛行機研究材料」という名目の実験機の開発を開始した。機体の設計は海軍技術研究所航空研究部（のちの海軍航空技術廠）の長畑順一郎技師と佐藤博助手によって行われ、機体の試作は川崎に発注された。設計は1927年3月に開始され、1928年（昭和3年）6月に完了。機体は同年9月に完成した。試験飛行は1929年（昭和4年）3月から霞ヶ浦で実施されたが、フラップの操作が困難なため操縦性に難があり危険との判断がなされ、数回の飛行のみで審査・計画は中止された。
本機は高い高空性能を持つ艦上偵察機として設計された。機体はドルニエ式の設計による全金属製骨組みに羽布張りの単葉機で、主翼である片持式パラソル翼には、深い後退角の付与や大面積のスロッテッド・フラップの採用が行われるなど、当時では世界的にも類がない新機軸が盛り込まれたものだった。しかし、基礎研究の不十分さから形にならず、これらの技術がこの時点で実用に至ることはなかった。降着装置は固定脚。

## 諸元
出典：『日本航空機総集 川崎篇』 76頁、『決定版 日本の空母搭載機』 58頁。
- 全長：10.65 m
- 全幅：16.60 m
- 全高：3.18 m
- 主翼面積：43.70 m2
- 自重：1,200 kg
- 全備重量：1,800 kg
- エンジン：三菱 ヒ式 水冷V型12気筒（離昇600 hp） × 1
- 最大速度：262 km/h
- 実用上昇限度：10,000 m
- 航続時間：3時間
- 乗員：2名